# Gesloten klinker
Een gesloten klinker is een klinker waarvan de articulatie wordt gekenmerkt door het feit dat de tong zo veel mogelijk richting het verhemelte gaat, zonder dat er sprake is van een volledige afsluiting van het spraakkanaal waardoor de articulatie in die van een medeklinker zou veranderen. Dergelijke klinkers worden ook wel "hoog" genoemd, omdat de tong zich tijdens de articulatie hoog in de mond bevindt.
In het Internationaal Fonetisch Alfabet worden de volgende zes gesloten klinkers onderscheiden:
- ongeronde gesloten voorklinker [i]?
- geronde gesloten voorklinker [y]?
- ongeronde gesloten centrale klinker [ɨ]?
- geronde gesloten centrale klinker [ʉ]?
- ongeronde gesloten achterklinker [ɯ]?
- geronde gesloten achterklinker [u]?